# シューターズ島

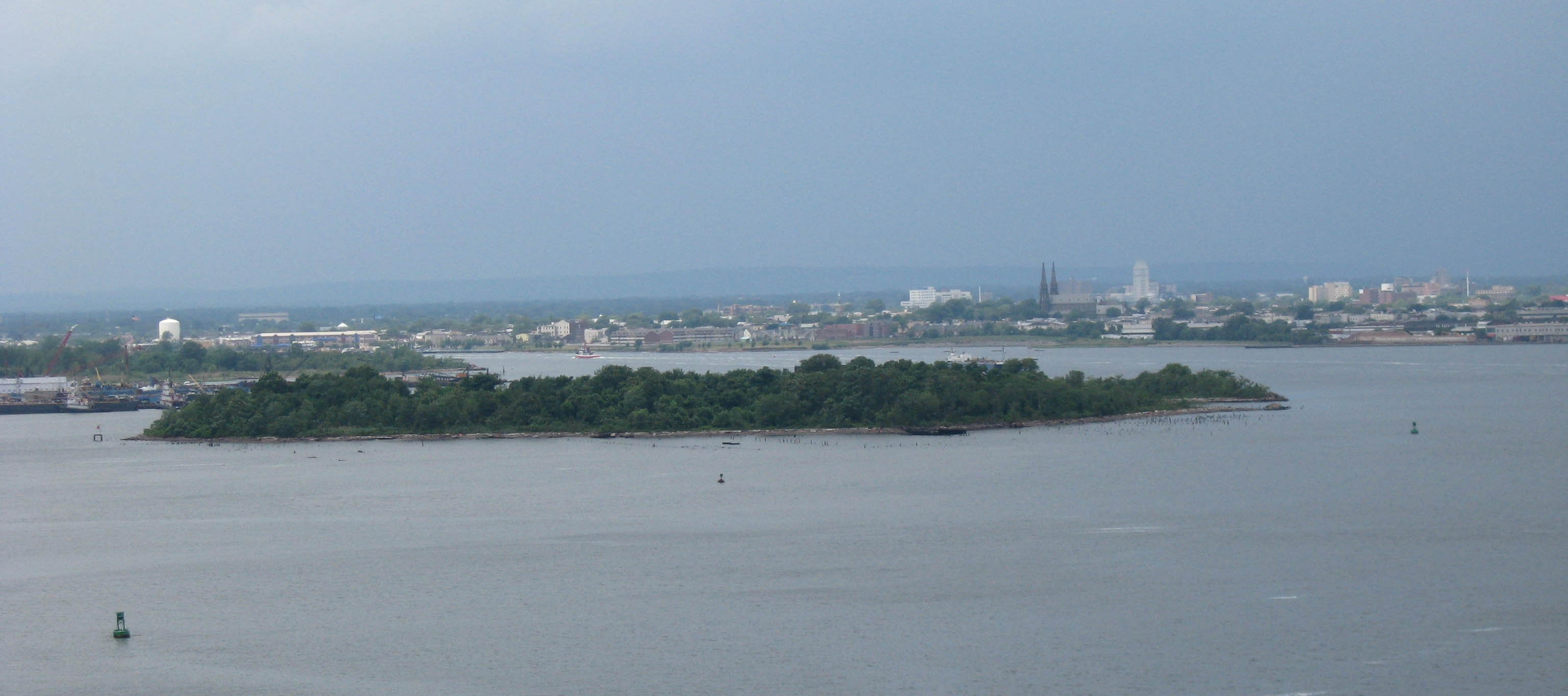
ベイヨン橋から

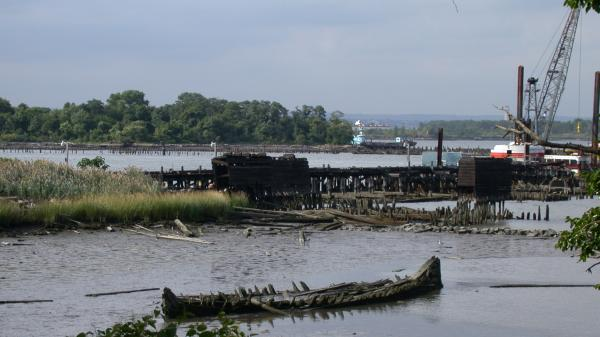
スタテンアイランドのウォーターフロントから見たシューターズ島の東端（背景に森林）

シューターズ島（Shooters Island）はスタテンアイランドの北岸に沿うニューアーク湾の南端にある43-エーカー (17 ha)の無人島。ニューヨーク州とニュージャージー州の境界線が島に走っており、島の北端の小部分はニュージャージー州の都市ベイヨンとエリザベスに属し、残りの部分はニューヨーク市のスタテンアイランド区に属している。

## 前史
植民地時代には、狩場として用いられた。独立戦争中はジョージ・ワシントンが伝言のドロップオフポイントとして用い、スパイの避難所となっていた。

## 造船所
およそ1900年から1910年まで、Townsend-Downey Shipbuilding Companyという大きな造船所の本部があった。後に第一次世界大戦でアメリカ政府により使用される名船を設計することになるセオドア・Ｅ・フェリスはこの会社で働いていた。このころはStandard Shipbuilding Companyの本社もあった。島全体は鋳造所、原型工場、オフィスを含む建物で占められていた。東に面する大きなドックや船台があった。以前の報告書とは対照的に、セオドア・ルーズベルト大統領はこの産業の島で狩りは行わなかった。
Townsend-Downey Companyはドイツのヴィルヘルム2世のためにヨット・メテオ3号を建造した。1902年2月の進水には、セオドア・ルーズベルト大統領やプロイセンのハインリヒ王子を含む数百人の観客が出席した。大統領の娘であるアリス・ルーズベルトが船に名前を付けている。エジソンはカメラマンを送り、最初のニュース映画の1つを作らせている。これはLibrary of Congressからオンラインで見ることができる。翌日、Downey氏とドイツ政府代表のためのレセプションがホワイトハウスで開催された。
翌年、3つの高速マストを取り付けたスクーナー、アトランティックが製造場から進水した。1905年、大西洋を横断しカイザーズカップで優勝し、その後約90年間破られなかった帆を揚げての横断記録を樹立した。シューターズ島で建造されたもう1つの有名な船にカーネギーがある。これは太平洋の磁気探査に使用する目的でワシントンのカーネギー研究所のための船である。このブリガンティーンヨットの名前は、Downey氏の友人で実業家・慈善家のアンドリュー・カーネギーにちなんでいる。時期測定を妨げないように大部分が木材と非磁性金属で造られている。
1903年にTidewater Oil Companyの支配下に入った。1905年には8つの建造プラントと33エーカーの土地がColonial Trust Companyにより516,000ドルで買収された。当時、造船所は200万ドルの価値があった。

## 鳥類保護区
20世紀後半は整備されていなかったが、ポートニューアークから来る船の航行を容易にするために始められていたアメリカ陸軍工兵隊による島の破壊活動を部分的にやめさせるために、鳥類保護区に指定された。島と古い橋の腐敗した残骸はスタテンアイランドとベイヨンの間のベイヨン橋から見ることができる。かつて活発だった造船所の遺跡はまだ存在しているが、毎年減少している。
シューターズ島は1970年代初めに、渉禽類の鳥、鵜、カモメなどに巣を作ってやる支援を始めた。1995年のピーク時にはこの島にはサギ、シラサギ、トキの400のつがい、ミミヒメウの127のつがいが棲んでいた。現在この島はニューヨーク市が所有しており、鳥類保護区としてニューヨーク市公園・レクリエーション部門で管理されている。